# غارات فينيانية
الغارات الفينيانية هي غارات شنتها أخوية فينيان المتمركزة آنذاك في الولايات المتحدة في الفترة ما بين 1866 و1871 على الحصون، ومواقع الجمارك، وغيرها من الأهداف التابعة للجيش البريطاني في كندا بهدف الضغط على بريطانيا لتنسحب من أيرلندا. قسمت تلك الغارات العديد من الأيرلنديون الكنديون الكاثوليك، الذين تمزق الكثيرون منهم ما بين ولائهم لوطنهم الجديد وتعاطفهم مع أهداف الفينيان. وقد تمسك البروتستانت في أولستر، بوجه عام، بولائهم لبريطانيا، وحاربوا تحت لواء منظمة أورانج الأخوية ضد الفينيان. ورغم اعتقال القوات الأمريكية لهؤلاء الرجال ومصادرتها أسلحتهم بعد ذلك، فهناك آراء تشير إلى أن الكثيرين في الحكومة الأمريكية غضوا الطرف عما كان يجري من استعدادات للغزو، وذلك بسبب غضبهم من الأفعال التي يمكن اعتبارها مساعدة بريطانية الكونفدرالية في أثناء الحرب الأهلية الأمريكية. وللفينيان خمس غارات مهمة.

## غارة جزيرة كامبوبيلو (1866)

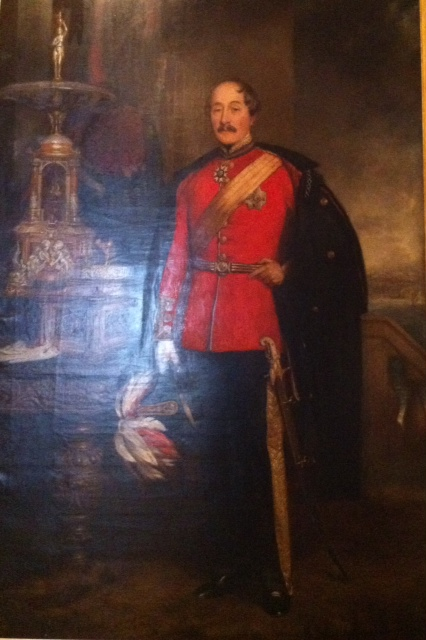
تشارليز هاستينجز دويل بريشة أدولفوس روبرت فينابيلز، مبنى المقاطعة (نوفا سكشوا)، كندا

شنَّ الفينيان هذه الغارة بقيادة جون أوماهوني في أبريل من عام 1866 في جزيرة كامبوبيلو، في نيو برونزويك. وصلت القوات الحربية لأخوية فينيان، البالغ عددها 700 عضو، إلى شاطئ ولاية مين المقابل لجزيرة كامبوبيلو بهدف انتزاعها من البريطانيين. وجاء رد القائد البريطاني تشارلز هاستينجز ديول، الذي كان معسكِرًا آنذاك في هاليفاكس بنوفا سكوشا، حاسمًا على هذا التحرك. ففي يوم 17 أبريل 1866، غادر هاستينجز هاليفاكس بعدد من السفن الحربية التابعة للبحرية الملكية البريطانية تحمل على متنها ما يزيد عن 700 ضابط نظامي بريطاني، وتوجه إلى خليج باسماكوادي حيث تمركزت قوات الفينيان. أدى هذا الظهور للبريطانيين المسلحين إلى تثبيط همم الفينيان، فتفرقت قواتهم. وأدى ذلك إلى تعزيز فكرة حماية نيو برونزويك عن طريق الانضمام إلى مستعمرات أمريكا الشمالية البريطانية لمقاطعة نوفا سكوشا، وإقليم كندا المتحدة، المعروف سابقًا باسم كندا العليا (أونتاريو الآن) وكندا السفلى (كيبيك)، لتكوين تحالف يمثل السيادة الكندية.

## غارة نياجرا (معارك ريدجواي وفورت إيري) (1866)
انقسم الفينيان في عام 1866 إلى فريقين. الفريق الأول، الذي كان تحت قيادة المؤسسين الفينيان: جيمس ستيفانز وجون أوماهوني، انصب اهتمامه على جمع الأموال من أجل الثوار في أيرلندا. أما قادة «فريق مجلس الشيوخ» الأكثر ميلاً للصراع المسلح، تحت رئاسة زعيمهم ويليام راندال روبرتس، فقد آمنوا بأن غزو إقليم كندا أو أجزاء أخرى من أمريكا الشمالية البريطانية - وإن لم يحقق قدرًا كبيرًا من النجاح - سيعزز من جهودهم. وبعد محاولة شهر أبريل للإغارة على نيو برونزويك (انظر «غارة جزيرة كامبوبيلو» أعلاه)، التي باءت بفشل أوماهوني، نفذ فريق مجلس الشيوخ الفينياني خطته لغزو كندا. كانت تلك الخطة المقدمة من عضو مجلس الشيوخ «وزير الحرب» الجنرال توماس ويليام سويني - وهو ضابط سابق عالي الشأن في جيش الاتحاد - تدعو لشنّ عدد من الغزوات الفينيانية على بعض المناطق في كندا الغربية (التي تُعرَف الآن باسم أونتاريو) وكندا الشرقية (التي تُعرَف الآن باسم كيبيك) والتي هدفت لفصل كندا الغربية عن كندا الشرقية، وإيقاف ما يمكن أن يصل من إمدادات بريطانية من هناك. أهم ما نصت عليه الخطة هو شنّ هجوم إلهائي على فورت إيري من بافالو بنيويورك، بهدف إبعاد القوات عن تورونتو عن طريق هجمة زائفة على قناة ويلاند القريبة من المكان. وقد كان ذلك - إلى جانب غارة كيبيك التي شنها الفينيان بعد ذلك بعدة أيام - الهجوم الفينياني الوحيد الذي شهده شهر يونيو 1866.
عبر الفينيان نهر نياجرا بأعداد تتراوح ما بين 1000 إلى 1300 في الساعات الأربع عشرة الأولى من يوم 1 يونيو تحت قيادة الكولونيل جون أونيل. وبعد تخريب الفينيان للسفينة الحربية البخارية «يو إس إس ميشيجان» التابعة للبحرية الأمريكية على يد بعض أفراد طاقمها، لم تبدأ تلك السفينة في قطع الطريق أمام تعزيزات الفينيان سوى في الساعة 2:15 مساءً، أي بعد أربع عشرة ساعة من عبور قوات الصفوف الأولى تحت قيادة أوين ستار لأول مرة النهر قبل قوات أونيل الرئيسية. وما أن نُشِرت قوات سفينة «يو إس إس ميشيجان» حتى تم قطع الإمدادات والتعزيزات عن قوات أونيل في منطقة نياجرا.

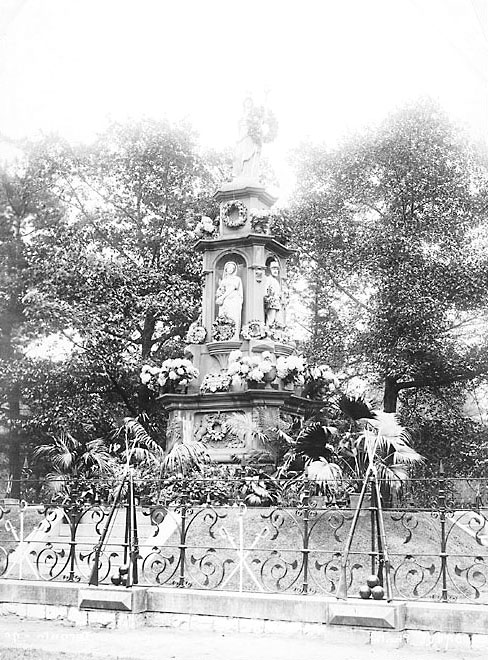
أثر فينياني - متنزه كوينز بارك، تورونتو، كندا، حوالي عام 1890

### كتابات أخرى
- Vronsky, Peter Ridgeway: The American Fenian Invasion and the 1866 Battle That Made Canada., Toronto: Penguin Canada-Allen Lane, 2011.
- Senior, H. (1996). The last invasion of Canada: The Fenian raids, 1866–1870. Dundurn Press. ISBN 1-55002-085-4
- MacDonald, John A. Troublous Times in Canada, A History of the Fenian Raids of 1866 and 1870. 1910
- Dallsion, Robert L. Turning back the Fenians: New Brunswick's Last Colonial Campaign Goose Lane Edition. 2006.

## وصلات خارجية
- "Fenians.org" Peter Vronsky
- "Here Comes That Damned Green Flag Again" Michael Ruddy
- "Security-Intelligence Functions of the Toronto Police During the Civil War Era and the Fenian Threat"
- The Fenian Raids, 1866–1870 – Manitoba Historical Society
- "General O'Neill's Last Hurrah Michael Ruddy
- "Torn Between Brothers: A Look at the Internal Divisions that Weakened the Fenian Brotherhood" – Jean Turner for Villanova University's Digital Library